# Treskolje
Treskolje (Russisch: Тресколье; Wogoels: Клерасколыдпавыл, Klepaskolydpavyl; "nederzetting met kliffen") is een Mansendorpje aan de voet van het Tsjistolrug van de Noordelijke Oeral van de voormalige kolonienederzetting Oesjma van de Ivdellag in het stroomgebied van de Lozva op ongeveer 150 kilometer ten noorden van de stad Ivdel in de Russische oblast Sverdlovsk. Er wonen ongeveer 28 mensen, die allen meer of minder familie van elkaar zijn. De plaats wordt door de inwoners ook wel 'joerta' (joert) genoemd.
De plaats werd gesticht in 1965 door een man genaamd Nikolaj Anjamov en staat op geen enkele kaart vermeld. Hoewel de naam "plaats waar een rotshuis staat" betekent, zijn alle huizen gemaakt uit hout. Het rotshuis wordt gevormd door een grot aan de rivier de Lozva, waar door de inwoners vlees wordt bewaard. De inwoners jagen op bontdieren (sabelmarters) en zoeken berg-cranberry's en goudwortel voor de verkoop. De bevolking is sterk vergrijsd en naar verwachting zal de plaats op termijn uitsterven. Er zijn nog slechts een handvol kinderen die onderwijs volgen aan een internaat ver buiten de plaats.